# Heidi Knoblich
Heidi Knoblich (* 1954 in Zell im Wiesental) ist Erzählerin, Roman- und Kinderbuchautorin, Bühnenautorin und freie Journalistin.

## Leben
Heidi Knoblichs schriftstellerische Tätigkeiten haben mit regelmäßigen Veröffentlichungen ihrer Kindergeschichten mit Illustrationen von Traute Enderle-Sturm im Magazin der Badischen Zeitung begonnen. 1994 wurde Heidi Knoblich durch die regelmäßig an Heiligabend im Südwestfernsehen ausgestrahlte Sendung Lieder und Geschichten unter dem Christbaum – Werner O. Feißt und seine Freunde erzählen einem breiteren Publikum bekannt. Über viele Jahre war sie an diesem Platz mit ihren eigenen Weihnachtsgeschichten präsent. Und Welt hät liislig gschnuuft, ihr alemannisches Winter- und Weihnachtsbuch, ist eine Sammlung all dieser Weihnachtsgeschichten und ist im Jahr 1998 erschienen.
Seit 1996 ist sie Mitarbeiterin des SWR-Studios Freiburg und in ganz Baden, im Elsass und in Teilen der deutschsprachigen Schweiz durch ihre Radio-Beiträge bekannt, die sich mit dem Land, seinen Menschen und deren Sprache befassen. Bis Ende 2005 war Heidi Knoblich mit weiteren Autoren für die bei SWR4 wöchentlich ausgestrahlte Sendung Mundart am Samstag verantwortlich. Über einen Zeitraum von 13 Jahren hat Heidi Knoblich auch in der beliebten Radio-Comedy-Serie Zahnarztpraxis Dr. Pauly, aus der Feder des Hörspielautors Hugo Rendler, die Rolle der Zahnarzthelferin Sofie gespielt.
Heidi Knoblich ist Autorin historischer Romane (Winteräpfel, Constanze Mozart geb. Weber, Tanz auf dem Wind) und Bühnenstücke (Fanny, Die Schwarzwaldengländer, Ein Dinner für den Fürstenmaler etc.).
Zum Jubiläum 125 Jahre Skilauf im Schwarzwald – Heimat des Skisports seit 1891 im Jahr 2015 ist Heidi Knoblichs Weihnachtskinderbuch Zum Christkind auf den Feldberg – Weihnachten bei Fräulein Fanny im Silberburg-Verlag Tübingen erschienen – ein Spin-Off ihres historischen Romans Winteräpfel, der im Hintergrund die Entstehungsgeschichte des Skisports im Schwarzwald schildert und zeitgleich in der neunten und zehnten Auflage in einer Jubiläumsausgabe veröffentlicht wurde.
Im Oktober 2016 erschien Heidi Knoblichs Weihnachtskinderbuch „Alle warten auf das Lebkuchenweiblein – Eine Weihnachtsgeschichte aus dem Schwarzwald“, eine märchenhafte Geschichte um den Todtmooser Lebkuchen, illustriert von Martina Mair.
Im Oktober 2017 wurde Heidi Knoblichs drittes Weihnachtskinderbuch „Xaver im Uhrenland – Weihnachten bei den Schwarzwald-Engländern“ veröffentlicht, eine Geschichte über Heimweh nach dem Schwarzwald und Freundschaft im viktorianischen London.
Als freie Journalistin schrieb Heidi Knoblich zahlreiche Artikel für Zeitschriften wie „Servus in Stadt & Land“, „Women´s History“, das „REGIO Magazin“.

## Publikationen
- Winteräpfel: Aus dem Leben der Feldbergmutter Fanny Mayer. Silberburg-Verlag, Tübingen 2003, ISBN 3-87407-909-0.
- Constanze Mozart geb. Weber: Ein biografischer Roman. Silberburg-Verlag, Tübingen 2006, ISBN 3-87407-905-8.
- Tanz auf dem Wind: Ignaz Blasius Bruder, Drehorgelmacher zu Waldkirch. Silberburg-Verlag, Tübingen 2007, ISBN 3-87407-938-4.
- Original Badisch/The Best of Baden Food. Hädecke, Neuauflage 2013, ISBN 3-7750-0416-5.
- Zum Christkind auf den Feldberg. Silberburg-Verlag, Tübingen 2015, ISBN 978-3-8425-1424-9.
- Alle warten auf das Lebkuchenweiblein – Eine Weihnachtsgeschichte aus dem Schwarzwald. Silberburg-Verlag, Tübingen 2016, ISBN 3-8425-1474-3.
- Xaver im Uhrenland – Weihnachten bei den Schwarzwald-Engländern. Silberburg-Verlag, Tübingen 2017, ISBN  3-8425-2063-8